# Члени ЦВК УРСР 13-го скликання
Центральний Виконавчий Комітет УСРР ХІІІ скликання
22 січня 1935 року ХІІІ з'їзд Рад УСРР обрав Центральний Виконавчий Комітет УСРР ХІІІ скликання в складі 366 членів.
|     | Прізвище, ім'я, по-батькові               | Посада | Примітки                 |
| --- | ----------------------------------------- | --- | ------------------------ |
| 1   | Абакумець                                 | машиніст зарубної машини Донецької області |                          |
| 2   | Авраменко Петро Якович                    | колгоспник Менського району Чернігівської області                                                                                                |                          |
| 3   | Александровський Михайло Костянтинович    | начальник Особливого відділу НКВС УСРР |                          |
| 4   | Алексєєв Микита Олексійович               | 1-й секретар Київського міського комітету КП(б)У                                                                                                 |                          |
| 5   | Алексеєнко Георгій Петрович               | голова Запорізької міської ради Дніпропетровської області                                                                                        |                          |
| 6   | Алімов Олексій Протасович                 | сталевар Єнакіївського металургійного заводу Донецької області                                                                                   |                          |
| 7   | Амелін Михайло Петрович                   | начальник Політичного управління Українського військового округу                                                                                 |                          |
| 8   | Ананченко Федір Гурійович                 | голова Макіївської міської ради Донецької області                                                                                                |                          |
| 9   | Ананченко Хома Іванович                   | голова Вознесенського райвиконкому Одеської області                                                                                              |                          |
| 10  | Андрєєв Василь Іванович                   | робітник Київського судноремонтного заводу імені Сталіна                                                                                         |                          |
| 11  | Андрєєв Сергій Ілліч                      | 1-й секретар ЦК ЛКСМУ |                          |
| 12  | Антонцев Іван Якович                      | керівник Петровської рудоуправи Донецької області                                                                                                |                          |
| 13  | Антонюк Максим Антонович                  | військовий командир (Київська область) |                          |
| 14  | Асаткін Олександр Миколайович             | начальник Політичного відділу МТС Наркомату землеробства УСРР                                                                                    |                          |
| 15  | Афанасенко Володимир Мойсейович           | сталевар Сталінського металургійного заводу Донецької області                                                                                    |                          |
| 16  | Ашраф'ян Зармайр Андрійович               | завідувач відділу пропаганди і агітації ЦК КП(б)У                                                                                                | виключений .01.1937      |
| 17  | Балахнін Сергій Михайлович                | уповноважений Комісії радянського контролю по Київській області                                                                                  |                          |
| 18  | Балицький Всеволод Аполлонович            | народний комісар внутрішніх справ УСРР |                          |
| 19  | Бачинський Микола Станіславович           | начальник Головміліції НКВС УСРР |                          |
| 20  | Башкатов Гаврило Семенович                | начальник Харківського обласного земельного управління                                                                                           |                          |
| 21  | Бегайло Роман Олександрович               | 2-й секретар Вінницького обкому КП(б)У |                          |
| 22  | Безбатченко Надія Якимівна                | голова Вениславівської сільської ради Гадяцького району Харківської області                                                                      |                          |
| 23  | Бережний Андрій Євстахійович              | майстер цеху заводу «Червона Зірка» міста Кірове Одеської області                                                                                |                          |
| 24  | Березкін Михайло (Марко) Федорович        | заступник начальника Політичного управління Українського військового округу                                                                      |                          |
| 25  | Берестенко Микита Агейович                | голова Уманського райвиконкому Київської області                                                                                                 | виключений у 1935 році   |
| 26  | Берлін Микола Осипович                    | заступник народного комісара внутрішньої торгівлі УСРР                                                                                           |                          |
| 27  | Бєлоконов Петро Григорович                | заступник голови Донецького облвиконкому |                          |
| 28  | Білик Павло Борисович                     | начальник Катерининської залізниці |                          |
| 29  | Бірман Степан Павлович                    | директор металургійного заводу імені Петровського міста Дніпропетровська                                                                         |                          |
| 30  | Блеєр Аполлон Дмитрович                   | голова Старобільського окрвиконкому Донецької області                                                                                            | виключений .01.1937      |
| 31  | Блінов Петро Михайлович                   | керівник Організаційний відділ ЦВК УСРР | виключений .01.1937      |
| 32  | Бобок Ївга Федорівна                      | колгоспниця колгоспу «Красный пограничник» Слободзейського району Молдавської АСРР                                                               |                          |
| 33  | Богдан Марфа Данилівна                    | голова колгоспу імені Шевченка Кіровської міської ради Одеської області                                                                          |                          |
| 34  | Богомолець Олександр Олександрович        | президент Української академії наук |                          |
| 35  | Богуцький Володимир Нечипорович           | заступник голови Харківського облвиконкому | виключений .01.1937      |
| 36  | Бойко Марфа Іванівна                      | робітниця Херсонського консервного заводу Одеської області                                                                                       |                          |
| 37  | Бойко Н.Д.                                | військовий командир відділу |                          |
| 38  | Бойко Петро Дмитрович                     | уповноважений Наркомату зв‘язку СРСР при РНК УСРР                                                                                                |                          |
| 39  | Бойко Петро Іванович                      | машиніст депо «Основа» Харківської області |                          |
| 40  | Болдирєв Микола Миколайович               | машиніст депо станції Конотоп Чернігівської області                                                                                              |                          |
| 41  | Бондар Іван Іванович                      | бригадир колгоспу «Вільний степ» Миколаївської міської ради Одеської області                                                                     |                          |
| 42  | Бондаренко Іван Петрович                  | директор Харківського паровозобудівного заводу (ХПЗ) імені Комінтерну                                                                            |                          |
| 43  | Борисенко Антон Миколайович               | військовий командир 45-го механізованого корпусу                                                                                                 |                          |
| 44  | Боцула Пріська Іллівна                    | колгоспниця Кишеньківського району Харківської області                                                                                           |                          |
| 45  | Бричкін Сергій Олексійович                | 1-й секретар Одеського міського комітету КП(б)У                                                                                                  |                          |
| 46  | Буга Параска Яківна                       | колгоспниця Барського району Вінницької області                                                                                                  |                          |
| 47  | Булат Гурген Осипович                     | 1-й секретар Молдавського обласного комітету КП(б)У                                                                                              |                          |
| 48  | Бульба Параска Дмитрівна                  | бригадир колгоспу імені 1-го Травня Апостолівського району Дніпропетровської області                                                             |                          |
| 49  | Бурда Давид Григорович                    | колгоспник колгоспу «Комінтерн» Петровського району Київської області                                                                            |                          |
| 50  | Бутирський Василь Петрович                | військовий командир 25-ї стрілецької дивізії (Харківська область)                                                                                |                          |
| 51  | Бутович Ганна Михайлівна                  | робітниця взуттєвої фабрики Київської області |                          |
| 52  | Вайнов Антон Романович                    | 2-й секретар Донецького обкому КП(б)У |                          |
| 53  | Василенко Марко Сергійович                | голова Київського облвиконкому |                          |
| 54  | Вегер Євген Ілліч                         | 1-й секретар Одеського обласного комітету КП(б)У                                                                                                 |                          |
| 55  | Вележев Сергій Георгійович                | директор Київського Червонопрапорного заводу («Арсенал»)                                                                                         |                          |
| 56  | Власенко Онисим Матвійович                | голова Лозоватської сільської ради Криворізької міськради Дніпропетровської області                                                              |                          |
| 57  | Власов Іван Васильович                    | керівник «Кадіїввугілля» Донецької області |                          |
| 58  | Власюк Олександр Михайлович               | голова Кадіївської міської ради Донецької області                                                                                                |                          |
| 59  | Войцехівський Юрій Олександрович          | секретар ВУЦВК |                          |
| 60  | Волков Євген Пантелійович                 | начальник домни заводу імені Кірова Донецької області                                                                                            |                          |
| 61  | Воробйов Володимир Петрович               | академік, доктор медичних наук (місто Харків) |                          |
| 62  | Воробйов Іван Онисимович                  | 1-й секретар Проскурівського міського комітету КП(б)У Вінницької області                                                                         |                          |
| 63  | Воронов Іван Петрович                     | начальник прикордонного загону НКВС |                          |
| 64  | Воронович Євстахій Павлович               | голова ЦВК Молдавської АСРР |                          |
| 65  | Ворошилов Климент Єфремович               | народний комісар оборони СРСР |                          |
| 66  | Всеволодська Параска (Дарія) Степанівна   | голова Новопавлівської сільської ради Ново-Одеського району Одеської області; заступник голови Ново-Одеського райвиконкому Миколаївської області |                          |
| 67  | Гавриленко Володимир Андрійович           | завідувач організаційно-інструкторського відділу ЦК КП(б)У                                                                                       |                          |
| 68  | Гаврилов Іван Андрійович                  | голова Дніпропетровського облвиконкому |                          |
| 69  | Гвахарія Георгій Віссаріонович            | директор заводу імені Кірова Донецької області                                                                                                   |                          |
| 70  | Ґедзь Дмитро Антонович                    | тракторист Великоолександрівського району Одеської області                                                                                       |                          |
| 71  | Гермоніус Вадим Едуардович                | військовий командир 80-ї стрілецької дивізії (Донецька область)                                                                                  |                          |
| 72  | Голишев Георгій Юхимович                  | голова Маріупольської міської ради Донецької області                                                                                             |                          |
| 73  | Головченко Марія Борисівна                | голова Мордвянської сільської ради Чигиринського району Київської області                                                                        |                          |
| 74  | Голуб Федір Якович                        | голова Одеського облвиконкому |                          |
| 75  | Голубенко Микола Васильович               | голова Дніпропетровської міської ради | виключений 20.08.1936    |
| 76  | Голубятніков Михайло Данилович            | заступник народного комісара земельних справ УСРР                                                                                                |                          |
| 77  | Горлинський Кирило Іванович               | голова Кам’янецької міської ради Вінницької області                                                                                              |                          |
| 78  | Гречкосієв (Гречкосій) Михайло Вікторович | горновий доменного цеху заводу «Запоріжсталь» Дніпропетровської області                                                                          |                          |
| 79  | Григоренко Корній Петрович                | голова колгоспу «Червона нива» Корсунського району Київської області                                                                             |                          |
| 80  | Григор'єв Петро Петрович                  | військовий командир 2-ї Чернігівської кавалерійської дивізії (Чернігівська область)                                                              |                          |
| 81  | Гросман Мирон Борисович                   | директор Станкобуду Київської області |                          |
| 82  | Грушевський Лев Абрамович                 | заступник народного комісара земельних справ УСРР                                                                                                | виключений .01.1937      |
| 83  | Губергріц Макс Мойсейович                 | професор Київського медичного інституту |                          |
| 84  | Гудков Прокіп Андрійович                  | голова Луганської міської ради Донецької області                                                                                                 |                          |
| 85  | Гусєв Іван Миколайович                    | військовий командир (Донецька область) |                          |
| 86  | Гуцул Пилип Опанасович                    | робітник заводу імені Січневого повстання міста Одеси                                                                                            |                          |
| 87  | Дацій Іван Андрійович                     | голова Чернігівської обласної ради професійних спілок                                                                                            |                          |
| 88  | Двойних Іван Михайлович                   | пілот (Харківська область) |                          |
| 89  | Демічев Михайло Панасович                 | військовий командир 1-го кавалерійського корпусу Червоного козацтва (Вінницька область)                                                          |                          |
| 90  | Демченко Микола Нестерович                | 1-й секретар Харківського обласного комітету КП(б)У                                                                                              |                          |
| 91  | Дзеніс Освальд Петрович                   | президент УАМЛІН | виключений .01.1937      |
| 92  | Диннік Іван Іванович                      | молодший військовий командир (Вінницька область)                                                                                                 |                          |
| 93  | Діденко Василь Іванович                   | коваль заводу імені Марті міста Миколаєва Одеської області                                                                                       |                          |
| 94  | Діденко Михайло Семенович                 | голова Жмеринського райвиконкому Вінницької області                                                                                              |                          |
| 95  | Дороженко Іван Андрійович                 | машиніст зарубної шахти №3 Сорокинського району Донецької області                                                                                |                          |
| 96  | Драчук Денис Іванович                     | голова Первомайського райвиконкому Одеської області                                                                                              |                          |
| 97  | Дроб Григорій Маркович                    | керуючий справами РНК УСРР |                          |
| 98  | Дубковецька Явдоха Миколаївна             | колгоспниця колгоспу «Здобуток Жовтня» села Тальне Київської області                                                                             |                          |
| 99  | Дубовий Іван Наумович                     | помічник командувача військ Українського військового округу                                                                                      |                          |
| 100 | Дузенко Сергій Свиридович                 | завідувач кінської ферми, голова колгоспу "Більшовик" села Базилевщина Карлівського (Машівського) району Харківської області                     |                          |
| 101 | Єгер Єлизавета Фрідріхівна                | робітниця Харківського електромеханічного заводу                                                                                                 |                          |
| 102 | Єлізаров Тихон Миколайович                | робітник Харківського тракторного заводу |                          |
| 103 | Жевлюкова Олена Федорівна                 | робітниця Луганського заводу №60 Донецької області                                                                                               |                          |
| 104 | Желєзногорський Григорій Абрамович        | голова Найвищого (Верховного) суду УСРР |                          |
| 105 | Завалішин Яків Костянтинович              | слюсар Горлівського азотнотукового заводу імені Орджонікідзе Донецької області                                                                   |                          |
| 106 | Загер Соломон Якимович                    | голова Чернігівського облвиконкому |                          |
| 107 | Загзін Михайло Михайлович                 | вальцівник металургійного заводу імені Дзержинського Дніпропетровської області                                                                   |                          |
| 108 | Зайченко Марія Романівна                  | робітниця Маріупольського заводу імені Ілліча Донецької області                                                                                  |                          |
| 109 | Запорожець Яків Андріанович               | колгоспник Лубенського району Харківської області                                                                                                |                          |
| 110 | Затонський Володимир Петрович             | народний комісар освіти УСРР |                          |
| 111 | Захарчук Хома Маркович                    | колгоспник Славутського району Вінницької області                                                                                                |                          |
| 112 | Зіненко Микола Григорович                 | голова Проскурівської міської ради Вінницької області                                                                                            |                          |
| 113 | Зінькова Євдокія Сергіївна                | робітниця шахти імені Шевченка Донецької області                                                                                                 |                          |
| 114 | Златопольський Ісаак Борисович            | голова Вінницької обласної ради професійних спілок                                                                                               |                          |
| 115 | Зорін Олексій Михайлович                  | начальник Південно-Західної залізниці Київської області                                                                                          | виключений .01.1937      |
| 116 | Зубок Олександр Юхимович                  | військовий командир Школи червоних старшин імені ВУЦВК (Дніпропетровська область)                                                                |                          |
| 117 | Зятковська Дарія Михайлівна               | робітниця «Канатки» Харківської області |                          |
| 118 | Іванов Василь Тимофійович                 | начальник Донецького обласного управління НКВС                                                                                                   |                          |
| 119 | Іванов Микола Геннадійович                | голова Донецького облвиконкому |                          |
| 120 | Іванов Павло Павлович                     | голова Київської обласної ради професійних спілок                                                                                                |                          |
| 121 | Ідін Борис Михайлович                     | заступник голови Чернігівського облвиконкому |                          |
| 122 | Ізотов Микита Олексійович                 | вибійник шахти №1 «Кочегарка» Донецької області                                                                                                  |                          |
| 123 | Ільїн Ілля Львович                        | 2-й секретар Київського обласного комітету КП(б)У                                                                                                |                          |
| 124 | Ільчикес Гедалій Самойлович               | заступник голови РНК Молдавської АСРР |                          |
| 125 | Каганович Лазар Мойсейович                | секретар ЦК ВКП(б) |                          |
| 126 | Калінін Михайло Іванович                  | голова Центрального виконавчого комітету (ЦВК) СРСР                                                                                              |                          |
| 127 | Канторович Соломон Ілліч                  | народний комісар охорони здоров’я УСРР |                          |
| 128 | Капелинський Ілля Юрійович                | завідувач відділу ЦК КП(б)У |                          |
| 129 | Каплан Лев Копелевич                      | робітник заводу «Комунар» Дніпропетровської області                                                                                              |                          |
| 130 | Каплунов Прокіп Іванович                  | голова сільської ради Хмелівського району Одеської області                                                                                       |                          |
| 131 | Капуловський Іван Дмитрович               | військовий командир корпусу військово-навчальних закладів Українського військового округу                                                        |                          |
| 132 | Карга Самуїл Абрамович                    | заступник голови Одеського облвиконкому |                          |
| 133 | Карлсон Карл Мартинович                   | начальник Харківського обласного управління НКВС                                                                                                 |                          |
| 134 | Карташов Костянтин Кирилович              | гірний інженер шахти імені Кірова Донецької області                                                                                              |                          |
| 135 | Каттель Михайло Абрамович                 | уповноважений Народного комісаріату зовнішньої торгівлі СРСР при РНК УСРР                                                                        | виключений .01.1937      |
| 136 | Кацнельсон Зіновій Борисович              | заступник народного комісара внутрішніх справ УСРР                                                                                               |                          |
| 137 | Квятек Казимир Францович                  | військовий командир 14-го стрілецького корпусу (Вінницька область)                                                                               |                          |
| 138 | Кириленко Іван Улянович                   | письменник (Харківська область) |                          |
| 139 | Кирилкін Іван Тарасович                   | директор Краматорського машинобудівного заводу імені Сталіна Донецької області                                                                   |                          |
| 140 | Кириченко Олексій Петрович                | голова Березівського райвиконкому Одеської області                                                                                               |                          |
| 141 | Кисельов Аркадій Леонтійович              | народний комісара юстиції УСРР |                          |
| 142 | Кисельов Василь Іванович                  | голова Кам'янської міської ради Дніпропетровської області; голова Вінницької міської ради                                                        |                          |
| 143 | Кисельов Михайло Філаретович?             | військовий командир |                          |
| 144 | Клінков Микола Володимирович              | 1-й секретар Київського обласного комітету ЛКСМУ                                                                                                 |                          |
| 145 | Князєв Федір Васильович                   | робітник Амвросіївського цементного заводу Донецької області                                                                                     |                          |
| 146 | Коваль Ксенофонт Федорович                | 1-й секретар Сталінського міського комітету КП(б)У Донецької області                                                                             |                          |
| 147 | Кожушана Катерина Мартинівна              | колгоспниця Гайсинського району Вінницької області                                                                                               |                          |
| 148 | Козіс Микола Леонтійович                  | голова Могилівського райвиконкому Вінницької області                                                                                             |                          |
| 149 | Комарницький Микола Вікторович            | робітник Київського заводу «Ленінська кузня» |                          |
| 150 | Конотоп Віктор Якович                     | голова Сталінської міської ради Донецької області                                                                                                |                          |
| 151 | Копил Олександр Іванович                  | голова Куп’янського райвиконкому Харківської області                                                                                             |                          |
| 152 | Корнійчук Олександр Євдокимович           | письменник (Київська область) |                          |
| 153 | Коробкін Федір Тихонович                  | голова Павлоградського райвиконкому Дніпропетровської області                                                                                    |                          |
| 154 | Корсунський Яків Григорович               | директор Цукротресту (Вінницька область) |                          |
| 155 | Косило Іван Петрович                      | заступник народного комісара фінансів УСРР |                          |
| 156 | Косіор Станіслав Вікентійович             | генеральний секретар ЦК КП(б)У |                          |
| 157 | Костікова Катерина Степанівна             | робітниця заводу імені Ворошилова Донецької області                                                                                              |                          |
| 158 | Кравченко Антон Васильович                | машиніст зарубної машини шахти імені Войкова Донецької області                                                                                   |                          |
| 159 | Кравченко Дмитро Лук'янович               | голова Лозівського райвиконкому Харківської області                                                                                              |                          |
| 160 | Краєвський Йосип Еварестович              | 2-й секретар ЦК ЛКСМУ |                          |
| 161 | Криворучко Микола Миколайович             | військовий командир 2-го кавалерійського корпусу (Київська область)                                                                              |                          |
| 162 | Крих Варфоломій Михайлович                | директор Цукротресту (Харківська область) |                          |
| 163 | Крупко Семен Никифорович                  | завідувач Дніпропетровського обласного відділу народної освіти                                                                                   |                          |
| 164 | Куделя Меланія Євменівна                  | колгоспниця колгоспу «Червоний шлях» Волноваського району Донецької області                                                                      |                          |
| 165 | Кудрявцев Микола Іванович                 | 2-й секретар Одеського обласного комітету КП(б)У                                                                                                 |                          |
| 166 | Кузнецов Яків Петрович                    | голова Житомирської міської ради Київської області                                                                                               |                          |
| 167 | Кузнецова Євдокія Олексіївна              | робітниця Горлівського машинобудівного заводу імені Кірова Донецької області                                                                     |                          |
| 168 | Кузоятов Федір Петрович                   | начальник Головшляхтрансу при РНК УСРР; заступник секретаря ВУЦВК                                                                                |                          |
| 169 | Кузьменко Василь Денисович                | голова Вукоопспілки |                          |
| 170 | Кузьменко Федір Мусійович                 | червоноармієць-пілот (Київська область) |                          |
| 171 | Кулик Ганна Лаврентіївна                  | колгоспниця Добрянського району Чернігівської області                                                                                            |                          |
| 172 | Кулик Ізраїль Юдович                      | письменник |                          |
| 173 | Куліш Яків Семенович                      | голова Шепетівського райвиконкому Вінницької області                                                                                             |                          |
| 174 | Куцевол Іван Степанович                   | голова Чубарівського райвиконкому Дніпропетровської області                                                                                      |                          |
| 175 | Кучер Явдоха Пантелеймонівна              | колгоспниця колгоспу «Комнезам» Велико-Токмацького району Дніпропетровської області                                                              |                          |
| 176 | Кучинський Дмитро Олександрович           | військовий командир, начальник штабу Українського військового округу                                                                             |                          |
| 177 | Кушнір Олександр Степанович               | заступник голови Київського облвиконкому |                          |
| 178 | Лапшин Михайло Сергійович                 | коваль-бригадир Луганського паровозобудівного заводу імені Жовтневої революції Донецької області                                                 |                          |
| 179 | Левінзон Михайло Львович                  | 1-й секретар Вінницького міського комітету КП(б)У                                                                                                |                          |
| 180 | Левкович Марія Остапівна                  | заступник секретаря ВУЦВК | виключена 4.08.1935 року |
| 181 | Левченко Микола Іванович                  | начальник Донецької залізниці |                          |
| 182 | Лейбензон Марк Львович                    | 1-й секретар Запорізького міського комітету КП(б)У Дніпропетровської області                                                                     |                          |
| 183 | Леонюк Хома Якимович                      | начальник Одеського обласного управління НКВС |                          |
| 184 | Лепін Андрій Генріхович                   | начальник Управління прикордонних і внутрішніх військ НКВС                                                                                       |                          |
| 185 | Лисенко Трохим Денисович                  | академік (Одеська область) |                          |
| 186 | Литвин Михайло Йосипович                  | завідувач промислово-транспортного відділу ЦК КП(б)У                                                                                             |                          |
| 187 | Литвиненко Левко Костянтинович            | бригадир колгоспу імені Леніна Запорізької міськради Дніпропетровської області                                                                   |                          |
| 188 | Лісін Іван Іванович                       | директор Харківського електромеханічного заводу (ХЕМЗ)                                                                                           |                          |
| 189 | Лісничий Омелян Степанович                | голова Постишевського райвиконкому Донецької області                                                                                             |                          |
| 190 | Лісовик Олександр Григорович              | уповноважений Народного комісаріату радгоспів СРСР по УСРР                                                                                       |                          |
| 191 | Лістровий Василь Григорович               | робітник станції Бобринська Південно-Західної залізниці Київської області                                                                        |                          |
| 192 | Ліхорадов Іван Тихонович                  | майстер доменного цеху металургійного заводу імені Петровського міста Дніпропетровська                                                           |                          |
| 193 | Ліцький Іван Ларивонович                  | колгоспник Ямпільського району Вінницької області                                                                                                |                          |
| 194 | Любич Андрій Корнійович                   | робітник Криворізького басейну Дніпропетровської області                                                                                         |                          |
| 195 | Любченко Панас Петрович                   | голова Ради Народних Комісарів УСРР |                          |
| 196 | Мазніченко Григорій Степанович            | голова Нікопольської міської ради Дніпропетровської області                                                                                      |                          |
| 197 | Мазо Соломон Самойлович                   | начальник Економічного Управління НКВС УСРР |                          |
| 198 | Макаров Іван Гаврилович                   | директор металургійного заводу імені Сталіна Донецької області                                                                                   |                          |
| 199 | Малахов Дмитро Терентійович               | голова Градізького райвиконкому Харківської області                                                                                              |                          |
| 200 | Манаєнков Йосип Петрович                  | директор металургійного заводу імені Дзержинського Дніпропетровської області                                                                     |                          |
| 201 | Мандзюк Павло Леонтійович                 | робітник заводу імені Лібкнехта Дніпропетровської області                                                                                        |                          |
| 202 | Маркітан Павло Пилипович                  | 1-й секретар Чернігівського обкому КП(б)У |                          |
| 203 | Масленко Павло Федорович                  | голова Донецької обласної ради професійних спілок                                                                                                |                          |
| 204 | Маслов Олексій Матвійович                 | уповноважений Народного комісаріату важкої промисловості СРСР по УСРР                                                                            |                          |
| 205 | Матвєєв Микола Іванович                   | 2-й секретар Дніпропетровського обкому КП(б)У |                          |
| 206 | Матійко Андрій Савостянович               | молодший військовий командир (Київська область)                                                                                                  |                          |
| 207 | Медяна Марфа Павлівна                     | колгоспниця Новомосковського району Дніпропетровської області                                                                                    |                          |
| 208 | Межуєв Микола Дмитрович                   | завідувач Київського обласного відділу народної освіти                                                                                           |                          |
| 209 | Меламедовський Яків Маркович              | голова Горлівської міської ради Донецької області                                                                                                |                          |
| 210 | Мерц Яган (Йоган) Гергардович             | голова Спартаківського райвиконкому Одеської області                                                                                             |                          |
| 211 | Микитенко Іван Кіндратович                | письменник |                          |
| 212 | Миронов Сергій Наумович                   | начальник Дніпропетровського обласного управління НКВС                                                                                           |                          |
| 213 | Михайленко Семен Панасович                | червоноармієць (Вінницька область) |                          |
| 214 | Мінаєв Сергій Володимирович               | заступник голови Держплану УСРР | виключений 14.01.1937    |
| 215 | Місевра В.                                | конюх колгоспу Бобринецького району Одеської області                                                                                             |                          |
| 216 | Мойсеєнко Костянтин Васильович            | 1-й секретар Кам’янецького міського комітету КП(б)У Вінницької області                                                                           |                          |
| 217 | Молотов В'ячеслав Михайлович              | голова Ради Народних Комісарів СРСР |                          |
| 218 | Мурашко Антон Никифорович                 | вибійник шахти «Червоний Профінтерн» Донецької області                                                                                           |                          |
| 219 | Мускін Василь Антонович                   | 1-й секретар Донецького обкому ЛКСМУ |                          |
| 220 | Мусульбас Іван Андрійович                 | 2-й секретар Харківського обласного комітету КП(б)У                                                                                              | виключений .01.1937      |
| 221 | Нагірна Тодося Василівна                  | колгоспниця Грушківського району Одеської області                                                                                                |                          |
| 222 | Налімов Михайло Миколайович               | начальник Політичного сектору МТС Київського обласного земельного управління                                                                     |                          |
| 223 | Нечосова Євдокія Миколаївна               | лебідниця шахти імені Кагановича Донецької області                                                                                               |                          |
| 224 | Ніколаєвський Лев Соломонович             | уповноважений Народного комісаріату харчової промисловості СРСР по УСРР                                                                          |                          |
| 225 | Оніщенко Микола Мартинович                | колгоспник Словечанського району Київської області                                                                                               |                          |
| 226 | Орджонікідзе Григорій Костянтинович       | народний комісар важкої промисловості СРСР |                          |
| 227 | Орел Степан Максимович                    | голова Буринського райвиконкому Чернігівської області                                                                                            |                          |
| 228 | Орлов Наум Йосипович                      | заступник начальника Політичного управління Українського військового округу                                                                      |                          |
| 229 | Острогляд                                 | тракторист колгоспу Білокуракинського району Донецької області                                                                                   |                          |
| 230 | Палладін Олександр Володимирович          | академік |                          |
| 231 | Паперний Лев Лазарович                    | народний комісар земельних справ УСРР |                          |
| 232 | Певзнер Олександр Маркович                | керівник Всеукраїнської контори Держбанку СРСР                                                                                                   |                          |
| 233 | Петраш Павло Кузьмич                      | голова колгоспу «Шлях до кращого» Диканського району Харківської області                                                                         |                          |
| 234 | Петровський Адольф Маркович               | уповноважений Народного комісаріату закордонних справ СРСР по УСРР                                                                               |                          |
| 235 | Петровський Григорій Іванович             | голова Всеукраїнського Центрального Виконавчого Комітету (ВУЦВК)                                                                                 |                          |
| 236 | Петрушанський Рафаїл Романович            | голова Київської міської ради |                          |
| 237 | Писаржевський Лев Володимирович           | академік АН УРСР, директор Інституту фізичної хімії (Дніпропетровськ)                                                                            |                          |
| 238 | Півоваров Панас Терентійович              | голова колгоспу імені Сталіна Генічеського району Дніпропетровської області                                                                      |                          |
| 239 | Пілацька Ольга Володимирівна              | заступник голови Держплану УСРР |                          |
| 240 | Плаксієнко Гнат Петрович                  | робітник Одеського порту |                          |
| 241 | Плис Іван Іванович                        | заступник голови Дніпропетровського облвиконкому                                                                                                 |                          |
| 242 | Погребний Спиридон Іванович               | голова Одеської обласної ради професійних спілок                                                                                                 |                          |
| 243 | Подчуфаров Микола Іванович                | військовий командир 15-ї Сиваської стрілецької дивізії (Одеська область)                                                                         |                          |
| 244 | Поляков Василь Васильович                 | народний комісар комунального господарства УСРР                                                                                                  |                          |
| 245 | Полянський Андріян Олександрович          | робітник шахти №10-біс Донецької області |                          |
| 246 | Полянський Яків Олександрович             | вальцівник заводу імені Фрунзе Донецької області                                                                                                 |                          |
| 247 | Попов Микола Миколайович                  | секретар ЦК КП(б)У |                          |
| 248 | Попов Никифор Васильович                  | голова Центральної ради ТСОАвіохему УСРР |                          |
| 249 | Порайко Василь Іванович                   | заступник голови Ради Народних Комісарів УСРР |                          |
| 250 | Постишев Павло Петрович                   | 2-й секретар ЦК КП(б)У, 1-й секретар Київського обласного комітету КП(б)У                                                                        |                          |
| 251 | Прядко Микола Іванович                    | голова комуни імені Леніна Синельниківського району Дніпропетровської області                                                                    |                          |
| 252 | Пуклей Ганна Яківна                       | колгоспниця Глухівського району Чернігівської області                                                                                            |                          |
| 253 | Раудмець Іван Іванович                    | військовий командир 99-ї стрілецької дивізії (Вінницька область)                                                                                 |                          |
| 254 | Рекіс Олександр Олександрович             | народний комісар фінансів УСРР |                          |
| 255 | Реут Михайло Венедиктович                 | директор Київського обласного комунального банку                                                                                                 |                          |
| 256 | Решетник Іван Терентійович                | голова Ізюмського райвиконкому Харківської області                                                                                               |                          |
| 257 | Рижков Федір Денисович                    | голова Чернігівської міської ради |                          |
| 258 | Рівчак Григорій Максимович                | тракторист колгоспу Петро-Мар’ївського району Донецької області                                                                                  |                          |
| 259 | Різниченко Яків Захарович                 | заступник народного комісара місцевої промисловості УСРР                                                                                         |                          |
| 260 | Робенко Платон Степанович                 | голова Шостенського райвиконкому Чернігівської області                                                                                           |                          |
| 261 | Рогальов Федір Федорович                  | військовий командир 7-го стрілецького корпусу (Дніпропетровська область)                                                                         |                          |
| 262 | Рогачевський Ісаак Захарович              | директор заводу «Запоріжсталь» Дніпропетровської області                                                                                         |                          |
| 263 | Розанов Олександр Борисович               | начальник Київського обласного управління НКВС                                                                                                   |                          |
| 264 | Романець Стратон Тимофійович              | колгоспник села Велика Молокиш Рибницького району Молдавської АСРР                                                                               |                          |
| 265 | Рощенюк Микола Никифорович                | голова Новоград-Волинського райвиконкому Київської області                                                                                       |                          |
| 266 | Рубенов Рубен Гукасович                   | уповноважений Комісії партійного контролю при ЦК ВКП(б) по Київській області                                                                     |                          |
| 267 | Савко Микола Аркадійович                  | військовий командир (Харківська область) |                          |
| 268 | Садовський Антон Андрійович               | робітник Київського заводу «Більшовик» |                          |
| 269 | Сажієнко Катерина Дмитрівна               | вчителька села Кашперівки Тетіївського району Київської області                                                                                  |                          |
| 270 | Самойленко Степан Федорович               | голова Миколаївської міської ради Одеської області                                                                                               |                          |
| 271 | Сандул Клавдія Степанівна                 | робітниця рудні імені Комінтерну Дніпропетровської області                                                                                       |                          |
| 272 | Сапов Іван Андрійович                     | народний комісар внутрішньої торгівлі УСРР |                          |
| 273 | Саратиков Самуїл Бежанович                | голова Харківської міської ради |                          |
| 274 | Саркісов Саркіс Артемович                 | 1-й секретар Донецького обласного комітету КП(б)У                                                                                                |                          |
| 275 | Свистун Пантелеймон Іванович              | директор Харківського тракторного заводу |                          |
| 276 | Світальський Микола Гнатович              | академік (Київська область) |                          |
| 278 | Сенченко Антон Григорович                 | директор Київського інституту червоної професури                                                                                                 | виключений .01.1937      |
| 279 | Сердюк Іван Степанович                    | начальник Управління Дніпровського пароплавства                                                                                                  |                          |
| 280 | Сердюк Олена Іванівна                     | колгоспниця Чорнобаївського району Київської області                                                                                             |                          |
| 281 | Сєров Федір Дмитрович                     | вальцювальник Краматорського металургійного заводу Донецької області                                                                             |                          |
| 282 | Сєроєжко                                  | червоноармієць |                          |
| 283 | Синяков Михайло Андрійович                | директор Цукротресту (Київська область) |                          |
| 284 | Сисоєв Василь Ілліч                       | голова Ровенецького райвиконкому Донецької області                                                                                               |                          |
| 285 | Ситник Пантелеймон Іванович               | робітник заводу «Донсода» Донецької області |                          |
| 286 | Сідерський Зіновій Осипович               | завідувач сільськогосподарського відділу ЦК КП(б)У                                                                                               |                          |
| 287 | Скиртач Роман Іванович                    | інспектор якості колгоспу «Пам’ять Леніна» Марківського району Донецької області                                                                 |                          |
| 288 | Скороход Сава Устинович                   | машиніст депо Козятин Вінницької області |                          |
| 289 | Слинько Іван Федотович                    | народний комісар соціального забезпечення УСРР                                                                                                   |                          |
| 290 | Слов'янчук Тетяна Іванівна                | колгоспниця, голова сільради с. Біленець Полонського району Вінницької області                                                                   |                          |
| 291 | Смолянський Самуїл Борисович              | заступник голови Вінницького облвиконкому |                          |
| 292 | Собко Настя Несторівна                    | колгоспниця колгоспу «Інтернаціонал» Каховського району Одеської області                                                                         |                          |
| 293 | Соколінський Давид Мойсейович             | начальник Вінницького обласного управління НКВС                                                                                                  |                          |
| 294 | Соколов Олександр Гаврилович              | 1-й секретар Харківського міського комітету КП(б)У                                                                                               |                          |
| 295 | Солодкий Григорій Климентійович           | машиніст депо Дніпропетровськ Катерининської залізниці                                                                                           |                          |
| 296 | Сорока Володимир Михайлович               | робітник Крюківського вагонозаводу Харківської області                                                                                           |                          |
| 297 | Сороцький Лев Мойсейович                  | начальник політичного відділу Управління прикордонних і внутрішніх військ НКВС УСРР                                                              |                          |
| 298 | Сталін Йосип Віссаріонович                | генеральний секретар ЦК ВКП(б) |                          |
| 299 | Старий Григорій Іванович                  | голова Ради Народних Комісарів Молдавської АСРР                                                                                                  |                          |
| 300 | Сташко Михайло Олексійович                | голова Мелітопольського райвиконкому Дніпропетровської області                                                                                   |                          |
| 301 | Степанський Ісаак Соломонович             | уповноважений Комітету заготівель СРСР при РНК УСРР                                                                                              |                          |
| 302 | Стеценко Ольга Федорівна                  | колгоспниця Глобинського району Харківської області                                                                                              |                          |
| 303 | Стойлов Олексій Георгійович               | військовий командир 11-ї військової школи пілотів (Донецька область)                                                                             |                          |
| 304 | Струтинський Сергій Йосипович             | робітник Київського Червонопрапорного заводу («Арсенал»)                                                                                         |                          |
| 305 | Студенікова Ганна Дмитрівна               | лебідниця шахти імені Чувиріна Постишевського району Донецької області                                                                           |                          |
| 306 | Сухина Устина Денисівна                   | колгоспниця колгоспу «Більшовик» Рубежанського району Донецької області                                                                          |                          |
| 307 | Сухомлин Кирило Васильович                | народний комісар місцевої промисловості УСРР |                          |
| 308 | Сушко Надія Мусіївна                      | колгоспниця колгоспу імені 10-х роковин Жовтня Мало-Дівицького району Чернігівської області                                                      |                          |
| 309 | Таран Сава Дмитрович                      | голова Дніпропетровської обласної ради професійних спілок                                                                                        |                          |
| 310 | Таран Феодосій Прохорович                 | редактор газети «Вісті ЦВК УСРР» |                          |
| 311 | Тарасенко Володимир Васильович            | військовий командир 15-го стрілецького корпусу (Молдавська АСРР)                                                                                 |                          |
| 312 | Татаревський Харитон Ігонович             | колгоспник Волочиського району Вінницької області                                                                                                |                          |
| 313 | Татаринов І.Н.                            | колгоспник Одеської області |                          |
| 314 | Татарников Анатолій Степанович            | 1-й секретар Харківського обласного комітету ЛКСМУ                                                                                               |                          |
| 315 | Тимофєєв Михайло Михайлович               | начальник Чернігівського обласного управління НКВС                                                                                               |                          |
| 316 | Тихоненко Микола Григорович               | колгоспник Любашівського району Одеської області                                                                                                 |                          |
| 317 | Тищенко Глафіра Львівна                   | голова Омельгородської сільської ради Київської області                                                                                          |                          |
| 318 | Тільних Кіндрат Максимович                | машиніст зарубної машини шахти Кадіївської міської ради Донецької області                                                                        |                          |
| 319 | Ткаченко Іван Остапович                   | голова Великоолександрівського райвиконкому Одеської області                                                                                     |                          |
| 320 | Тодрес Володимир Захарович                | 2-й секретар Чернігівського обкому КП(б)У |                          |
| 321 | Томсон Антон Іванович                     | робітник Харківського тракторного заводу |                          |
| 322 | Торчинський Аркадій Павлович              | голова Бердичівської міської ради Вінницької області                                                                                             |                          |
| 323 | Торяник Трохим Петрович                   | голова Коростенського райвиконкому Київської області                                                                                             |                          |
| 324 | Трахтер Борис Савелійович                 | керуючий тресту «Руда» Дніпропетровської області                                                                                                 |                          |
| 325 | Триліський Олексій Лукич                  | голова Вінницького облвиконкому |                          |
| 326 | Тугай Костянтин Микитович                 | робітник Харківського паровозобудівного заводу імені Комінтерну                                                                                  |                          |
| 327 | Туровський Семен Абрамович                | військовий командир 14-го стрілецького корпусу (Харківська область)                                                                              | виключений .01.1937      |
| 328 | Урусов Іван Дмитрович                     | голова Лохвицького райвиконкому Харківської області                                                                                              |                          |
| 329 | Федоров Яків Андрійович                   | робітник Маріупольського заводу «Азовсталь» Донецької області                                                                                    |                          |
| 330 | Федяєв Іван Федорович                     | голова Харківського облвиконкому |                          |
| 331 | Фесенко Дмитро Семенович                  | військовий командир 6-го стрілецького корпусу (Одеська область)                                                                                  |                          |
| 332 | Фусік Федір Олексійович                   | голова Кременчуцької міської ради Харківської області                                                                                            |                          |
| 333 | Хармандар'ян Гурген Іванович              | заступник народного комісара охорони здоров’я УСРР                                                                                               |                          |
| 334 | Хатаєвич Мендель Маркович                 | 1-й секретар Дніпропетровського обкому КП(б)У |                          |
| 335 | Хащенкова Ніна Михайлівна                 | трактористка Біловодської МТС Донецької області                                                                                                  |                          |
| 336 | Хвиля Андрій Ананійович                   | заступник народного комісара освіти УСРР |                          |
| 337 | Хорош Матвій Львович                      | військовий командир (Одеська область) |                          |
| 338 | Царина Поля Харлампівна                   | колгоспниця Олександрівського району Дніпропетровської області                                                                                   |                          |
| 339 | Цюпак Олександр Порфирович                | голова Вінницької міської ради |                          |
| 340 | Чебукін Павло Васильович                  | голова Криворізької міської ради Дніпропетровської області                                                                                       |                          |
| 341 | Чевела Федір Данилович                    | колгоспник колгоспу «Красный Маяк» Слов’янського району Донецької області                                                                        |                          |
| 342 | Чернявський Володимир Ілліч               | 1-й секретар Вінницького обкому КП(б)У |                          |
| 343 | Чистікова Марія Степанівна                | колгоспниця Красноградського району Харківської області                                                                                          |                          |
| 344 | Чувирін Михайло Євдокимович               | голова Всеукраїнської Ради професійних спілок (ВУРПС)                                                                                            |                          |
| 345 | Швалюк Федора Луківна                     | колгоспниця колгоспу «Комунар» Заславського району Вінницької області                                                                            |                          |
| 346 | Шевченко Іван Панасович                   | робітник заводу імені Фрунзе Харківської області                                                                                                 |                          |
| 347 | Шевчук Андрій Артемович                   | колгоспник Джулинського району Вінницької області                                                                                                |                          |
| 348 | Шелехес Ілля Савелійович                  | заступник голови Ради Народних Комісарів УСРР |                          |
| 349 | Шепельов Спиридон Матвійович              | голова Скадовського райвиконкому Одеської області                                                                                                | виключений .01.1937      |
| 350 | Шефер Марія Яківна                        | колгоспниця колгоспу «Красная нива» Молочанського району Дніпропетровської області                                                               |                          |
| 351 | Шеховцова Ганна Іллівна                   | робітниця Харківської фабрики імені Тинякова |                          |
| 352 | Школа Сергій Іванович                     | голова Старо-Костянтинівського райвиконкому Вінницької області                                                                                   |                          |
| 353 | Шкурапет Павло Петрович                   | тракторист Градизької МТС Харківської області |                          |
| 354 | Шлейфер Ілля Йосипович                    | керівник об’єднання «Сталь» | виключений .01.1937      |
| 355 | Шліхтер Олександр Григорович              | віце-президент Української академії наук |                          |
| 356 | Шмідт Дмитро Аркадійович                  | військовий командир 8-ї окремої механізованої бригади (Київська область)                                                                         | виключений 20.08.1936    |
| 357 | Шмідт Євген Августович                    | голова ЦК профспілки вугільників Донбасу |                          |
| 358 | Шпанова Єлизавета Яківна                  | робітниця Костянтинівського заводу автоскла Донецької області                                                                                    |                          |
| 359 | Шуточкіна Ганна Федорівна                 | робітниця Київської трикотажної фабрики імені Рози Люксембург                                                                                    |                          |
| 360 | Шушков Петро Сергійович                   | начальник Південної залізниці |                          |
| 361 | Щелкунов Семен Тихонович                  | робітник Харківського заводу «Серп і молот» |                          |
| 362 | Юнгкінд Йосип Венцелінович                | голова Михайлівської сільської ради Сталінської міської ради Донецької області                                                                   |                          |
| 363 | Яблонський Василь Тихонович               | начальник Дніпропетровського обласного земельного управління                                                                                     |                          |
| 364 | Якір Йона Еммануїлович                    | командувач військ Українського військового округу                                                                                                |                          |
| 365 | Яковенко Дорофій Миколайович              | машиніст паровозів ФД Лиманського депо Донецької області                                                                                         |                          |
| 366 | Яковенко Петро Дмитрович                  | зварювальник заводу імені Леніна Дніпропетровської області                                                                                       |                          |
| 366 | Яцевський Іван Петрович                   | голова Полтавської міської ради Харківської області                                                                                              |                          |

23 січня 1935 року головою Центрального Виконавчого Комітету УСРР обраний Петровський Григорій Іванович, секретарем ЦВК УСРР обраний Войцехівський Юрій Олександрович. Обрані членами Президії ЦВК УСРР: Петровський Григорій Іванович, Войцехівський Юрій Олександрович, Косіор Станіслав Вікентійович, Постишев Павло Петрович, Балицький Всеволод Аполлонович, Сухомлин Кирило Васильович, Затонський Володимир Петрович, Кисельов Аркадій Леонтійович, Шліхтер Олександр Григорович, Шелехес Ілля Савелійович, Порайко Василь Іванович, Якір Йона Еммануїлович, Чувирін Михайло Євдокимович, Пілацька Ольга Володимирівна, Василенко Марко Сергійович, Федяєв Іван Федорович, Мурашко Антон Никифорович, Струтинський Сергій Йосипович, Григоренко Корній Петрович, Тищенко Глафіра Львівна, Солодкий Григорій Климентійович. Кандидатами у члени Президії: Воронович Євстахій Павлович, Левкович Марія Остапівна, Андрєєв Василь Іванович.
4 серпня 1935 із складу членів кандидатів у члени Президії ЦВК УСРР і членів ЦВК УСРР виведена Левкович Марія Остапівна.
12 лютого 1936 із складу членів Президії ЦВК УСРР звільнені Чувирін Михайло Євдокимович і Федяєв Іван Федорович. Членами Президії ЦВК УСРР обрані Гаврилов Іван Андрійович та Іванов Микола Геннадійович, кандидатом у члени Президії обраний Кузоятов Федір Петрович.
4 квітня 1936 року від обов’язків секретаря Центрального Виконавчого Комітету УСРР звільнений Войцехівський Юрій Олександрович, обраний секретарем та членом Президії ЦВК УСРР Зіненко Микола Григорович.